# غلامرضا احمدی
غلامرضا احمدی ملامحمود (زاده ۱۳۴۵ تبریز) و عضو شورای شهر تبریز در دوره ششم است. وی در ۱۴ مرداد ۱۴۰۳ توسط اعضای شورای اسلامی شهر تبریز به عنوان رئیس این شورا در سال چهارم انتخاب شد.

## سوابق
- مسئول امورمالی خدمات پرسنلی سپاه و خدمات پرسنلی بسیج ۱۳۶۹–۱۳۷۱
- مسئول نیروی انسانی بسیج دانشجویی دانشگاه تبریز۱۳۷۱–۱۳۷۵
- مسئول فرهنگی بسیج دانشجویی دانشگاه تبریز۱۳۷۳–۱۳۷۶
- جانشین تبلیغات وانتشارات نیروی مقاومت سپاه منطقه ۱۳۷۶–۱۳۷۹
- مسئول روابط عمومی نیروی مقاومت سپاه منطقه ۱۳۷۹–۱۳۸۳
- مسئول فرهنگی بسیج دانشجویی استان آذربایجانشرقی فرمانده حوزه نه بسیج شهری۱۳۷۷–۱۳۸۳
- فرمانده بسیج دانشجویی دانشگاه آزاد
- مدیر دبیرستان مکتب الحسین (ع) سپاه
- مدیرعامل شرکت مرکزی خدمات زیارتی عتبات عالیات در استان (شمسا) ۱۳۸۹–۱۳۹۵
- مدیر ستاد حمل ونقل سازمان حج وزیارت درمنطقه۲ شهر مکه مکرمه
- مدیرکاروان‌های حج وزیارت از ۱۳۸۸ تا کنون

## سوابق علمی و آموزشی
- مدرس دانشگاه‌های علمی کاربردی سپاه، سازمان حج و زیارت، بنیادشهید و بازرگانی
- مدرس مرکزآموزش عالی امام حسین (ع)۱۳۸۹
- مدرس مرکز آموزش حج وزیارت استان (تربیت کادر اجرایی کاروانهای زیارتی)
- عضوکمیسیون آموزش دانشگاه علمی کاربردی حج وزیارت استان

## سوابق نظارتی
- بازرس وناظر کاروانهای حج در بعثه مقام معظم رهبری (۱۳۷۵–۱۳۸۱)
- هادی سیاسی سپاه پاسداران استان
- عضوهیئت امنای مؤسسه پیام آزادگان شمال غرب کشور
- عضو کمسیون آموزش دانشگاه علمی کاربردی حج وزیارت
- عضو کمسیون انضباطی دانشگاه آزاداسلامی تبریز
- عضوهیئت امنای هیئت شیفتگان کربلا